# Joan Vallet de Goytisolo
Joan Berchmans Vallet de Goytisolo (Barcelona, 21 de febrer de 1917 - Madrid, 25 de juny de 2011) va ser un jurista i filòsof del dret espanyol, membre de la Reial Acadèmia de Jurisprudència i Legislació.

## Biografia
És el fill gran d'una família nombrosa de vuit fills de María Goytisolo Taltavull i de Josep Maria Vallet Arnau. Son pare era una dels iniciadors de la indústria automòbil a Catalunya. Durant la Guerra Civil va interrompre els seus estudis i va col·laborar amb l'exèrcit insurrecte. Llicenciat en Dret, va obtenir plaça de notari el 1942, i va exercir a Madrid de 1949 a 1987. El 1945 es va casar amb Maria Teresa Regí i Ribas, amb qui va tenir set fills. El 1960 va ser un des cofundadors de l'editorial Speiro i la revista Verbo. Des del 1961 va ser membre actiu del grup catòlic conservador Amigos de la Ciudad Católica, que anima la reflexió sobre el dret natural i cristià i s'oposa contra la teologia de l'alliberament. «Considera que el Dret, que és art i ciència, s'expressa en normes socials basades en un ordre natural planejat per Déu i que pot ser interpretat per la raó humana a través de l'observació de la naturalesa i de la seva propi ordre.»
Va realitzar la seva tesi doctoral el 1965 a la Universitat de Madrid. Va presidir la Unió Internacional del Notariat Llatí, de 1978 a 1980. Va ser secretari general de l'Acadèmia de Legislació i Jurisprudència de 1977 a 1992 i en va ser president de 1994 a 1999. Va ser correspondent de l'Institut d'Estudis Catalans el 1974. El 1986 va ingressar a la Reial Acadèmia de Ciències Morals i Polítiques. El 1994 va ser nomenat membre d'honor de la Reial Acadèmia de Jurisprudència i Legislació de Catalunya i va ser membre corresponent de l'Istituto de Diritto Agrario de Florència. Va ser vicepresident segon de l'Instituto de España fins al 1994. De 1994 a 1999 va ser membre del Consell d'Estat.

## Distincions
- Doctor Honoris causa de la Unió Notarial Argentina (1978)
- Doctor Honoris causa de la Universitat Autònoma de Barcelona (1985)[9]
- Premi Montesquieu (1986), atorgat per l'Acadèmia Montesquieu, de Bordeus
- Premi "Una Vida dedicada al Derecho" (1996), atorgat per l'Associació d'Antics Alumnes de la Facultat de Dret de la Universitat Complutense.[10]
- Membre d'honor de l'Acadèmia Sevillana de Jurisprudència (1998)
- Doctor Honoris causa de la Universitat de Cervera (2009)

## Obres
- El orden natural y el derecho, Speiro, Madrid 1968
- En torno al derecho natural, Sala, Madrid 1973
- Qué es el derecho natural, Speiro, Madrid 1997
- Tres ensayos: cuerpos intermedios, representaciòn polìtica. principio de subsidiariedad., Speiro, Madrid 1982
- Fundamentos y soluciones de la organizaciòn por cuerpos intermedios Speiro, Madrid 1970
- Sociedad de masas y derecho, Taurus, Madrid 1968
- Datos y notas sobre el cambio de estructuras, Speiro, 1971
- Algo sobre temas de hoy, Speiro, Madrid 1972
- Ideologia, praxis y mito de la tecnocracia, Escelicer, Madrid 1971
- En torno a la tecnocracia, Speiro, Madrid 1982
- La enseñanza del derecho en el altomedievo y su repercusión en el siguiente amanecer Arxivat 2015-11-17 a Wayback Machine.